# Wilhelm Hey (Orgelbauer)
Wilhelm Hey (* 1840 in Urspringen; † 1921, ebenda) war ein deutscher Orgelbauer und Gründer der Firma Hey Orgelbau in Urspringen.

## Leben
Wilhelm Hey war zunächst Schreiner in der väterlichen Werkstatt und wechselte auf Anregung von Michael Katzenberger in den Orgelbau. Das Handwerk lernte er bei Carl August Randebrock im ostwestfälischen Paderborn, wo er es bis zum Werksmeister brachte. Im Jahre 1870 fuhr er im Namen seines Lehrmeisters in die USA, um in Detroit ein großes Orgelwerk aufzustellen. In Deutschland arbeitete Wilhelm Hey zu dieser Zeit an Orgeln in Warburg, Werl (St. Walburga) und in Corvey. Der Sondheimer Chronist H. Kaiser berichtet über eine Erzählung von Wilhelm Hey:

„Im westfälischen Paderborn habe er die edle Orgelbaukunst gelernt und dabei an der Orgel der schönen katholischen Kirche in Corvey an der Weser mitzuarbeiten gehabt. Im Schlosse zu Corvey wohnte aber damals der alte Hoffmann von Fallersleben, und oft hat der Lehrling den würdigen Mann im weißen Kinnbart mit dem großen Mantel über den Hof des Schlosses schreiten sehen. Einmal aber sei er auch in des Dichters Wohnung gerufen worden, um dort das Klavier zu stimmen - für einen sehr berühmten Gast, wie ihm gesagt wurde. Dieser war kein geringerer als der größte Klavierspieler aller Zeiten, Franz Liszt aus Weimar. Ich fragte, ob er denn den großen Künstler auch habe auf dem Klavier spielen hören. Nein, das nicht - aber ein Glas Wein wurde mir hereingebracht zu meiner Arbeit, und das habe ich auf das Wohl jener beiden berühmten Männer mit Freuden ausgeleert.“

Als Michael Katzenberger 1874 verstarb, kehrte Wilhelm Hey, ausgestattet mit qualifizierten Kenntnissen und gründlicher Erfahrung, in die Heimat zurück und übernahm im Alter von 34 Jahren dessen Kundenkreis und Werkstatt. In diesem Datum gründet sich das 125-jährige Hey-Firmen-Jubiläum.
Wilhelm Hey gewann schnell das Vertrauen der Kundschaft am Dreiländereck zu Thüringen, Hessen und Bayern. Die Orgelneubauten errichtete er mit klassizistischen Rechteck- oder Rundbogen-Prospekten. Seine Werke zeugen noch heute von hohem handwerklichen und künstlerischen Können. Zahlreiche Urkunden und Gutachten sprechen für die hohe Qualität der Arbeit, für Geschick und handwerkliches Können des Altmeisters.
Über die Arbeitsweise von Wilhelm Hey gibt folgendes Zeugnis Auskunft, das der Bischöfliche Orgelsachverständige und Stadtkantor Johannes Gesang aus Fulda über die Reparatur in den Jahren 1884–85 in der katholischen Kirche Hofbieber-Kleinsassen geschrieben hat; es lautet:

„Auf Ersuchen des hochlöblichen Kirchenvorstandes der Pfarrgemeinde habe ich am 8. Juni c. a. das oben bezeichnete Werk geprüft. Herr Hey hat die im anliegenden Kostenanschlag verzeichneten Arbeiten pünktlich und genau ausgeführt. Das Pfeifenwerk ist in besten Zustand gesetzt worden, die neuen Pfeifen sind nett und sauber gearbeitet, auch die drei Bässe sind gründlich repariert. (...) Die Mechanik und das Regierungswerk sind gut hergerichtet. Die beiden Bälge sind ebenfalls sehr gut und dauerhaft hergestellt. (...) Intonation und Stimmung lassen ebenfalls nicht zu wünschen übrig. Herrn Hey kann ich nur meine volle Zufriedenheit aussprechen und rühmen, dass er bei bescheidener Forderung mit viel Gewandtheit, Fleiß und großer Ausdauer die Reparaturen ausgeführt hat und dadurch seine Tüchtigkeit in der Orgelbaukunst aufs beste bekundete, was ihm zu allseitiger Empfehlung gereichen möge.“